# Крайно поле
Крайно поле (на английски: finite field) – в мат. крайно поле, или поле на Галоа представлява поле, което съдържа краен брой елементи. Както при всяко поле, крайното поле е набор от елементи, върху които са дефинирани операциите умножение, събиране, изваждане и делене, като в същото време удовлетворява и определени условия.
Като типичен пример за крайно поле може да бъдат посочени целите числа по модул n, където n е просто число. Броят елементи на едно крайно поле се нарича негов ред.
Крайно поле от ред q съществува тогава и само тогава когато ред q е проста степен pk (където p е просто число, а k е положително цяло число).
Всички полета от даден ред са изоморфни (притежават структура, която запазва съответствие едно-към-едно).
В крайно поле от ред pk добавянето на p копия от кой да е елемент дава винаги резултат нула; т.е. характеристиката на полето е p.
В крайно поле от ред p полиномът Xq–X притежава всички q елемента от крайното поле като свои корени.
Ненулевите елементи на крайно поле формират мултипликативна група. Тази група е циклична, откъдето следва, че всички ненулеви елементи може да бъдат изразени като степени на един-единствен елемент, наречен примитивен елемент на полето (в общият случай за дадено поле съществуват няколко примитивни елемента).